# Keleos
Keleos (gr. Κελεός Keleós, łac. Celeus) – w mitologii greckiej król Eleuzis, syn Eleusisa. Razem z żoną Metanejrą podjął gościną Demeter w czasie, gdy ta wędrowała po ziemi szukając swojej córki Persefony. Bogini chcąc odwdzięczyć się gospodarzom zajęła się wychowaniem królewskich synów, Demofonta i Triptolemosa. Ostatecznie bogini wyjawiła kim jest, kazała sobie postawić świątynię, a Keleosa uczyniła swoim kapłanem.